# Строфион

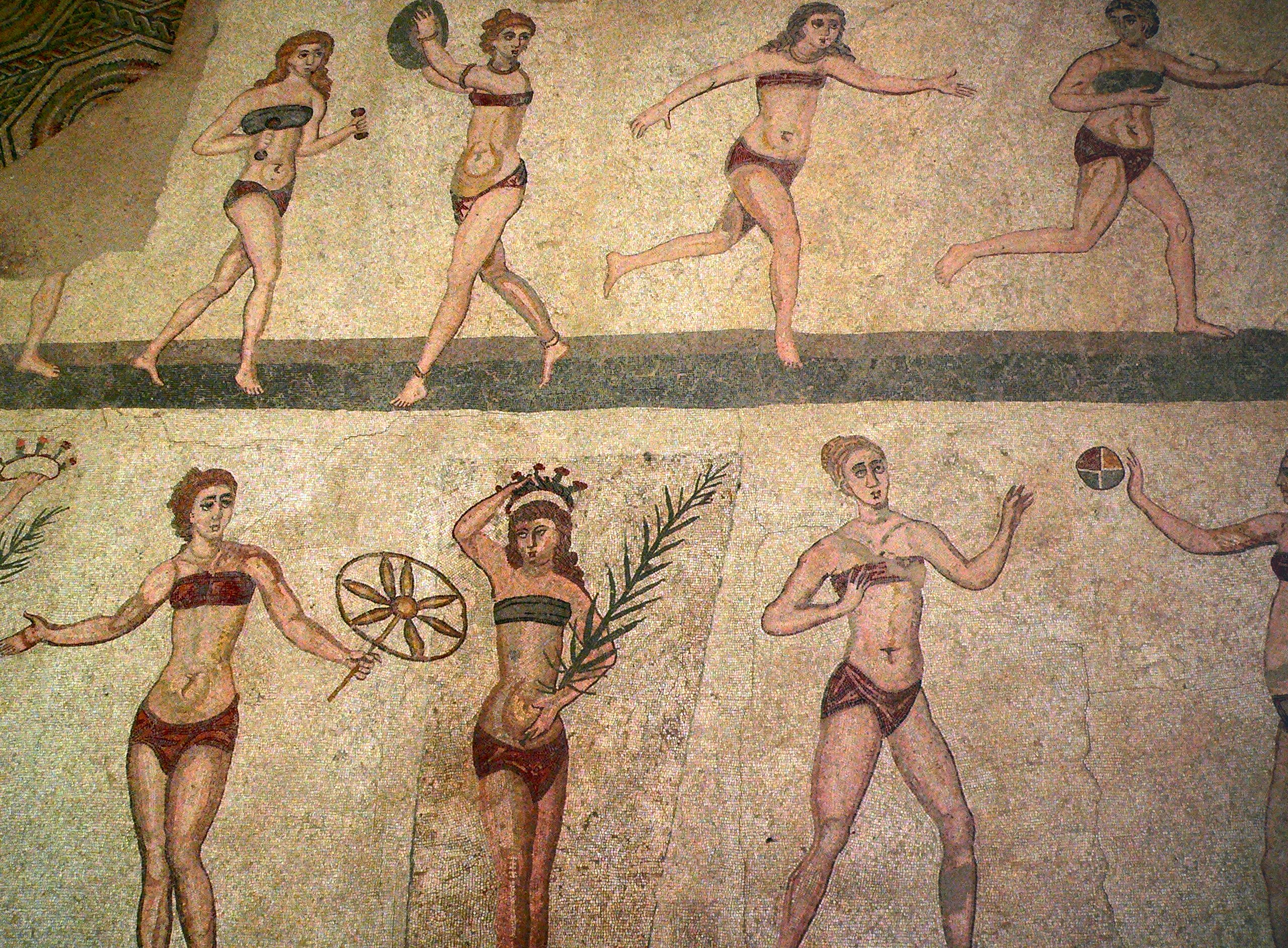
Римская мозаика на Сицилии

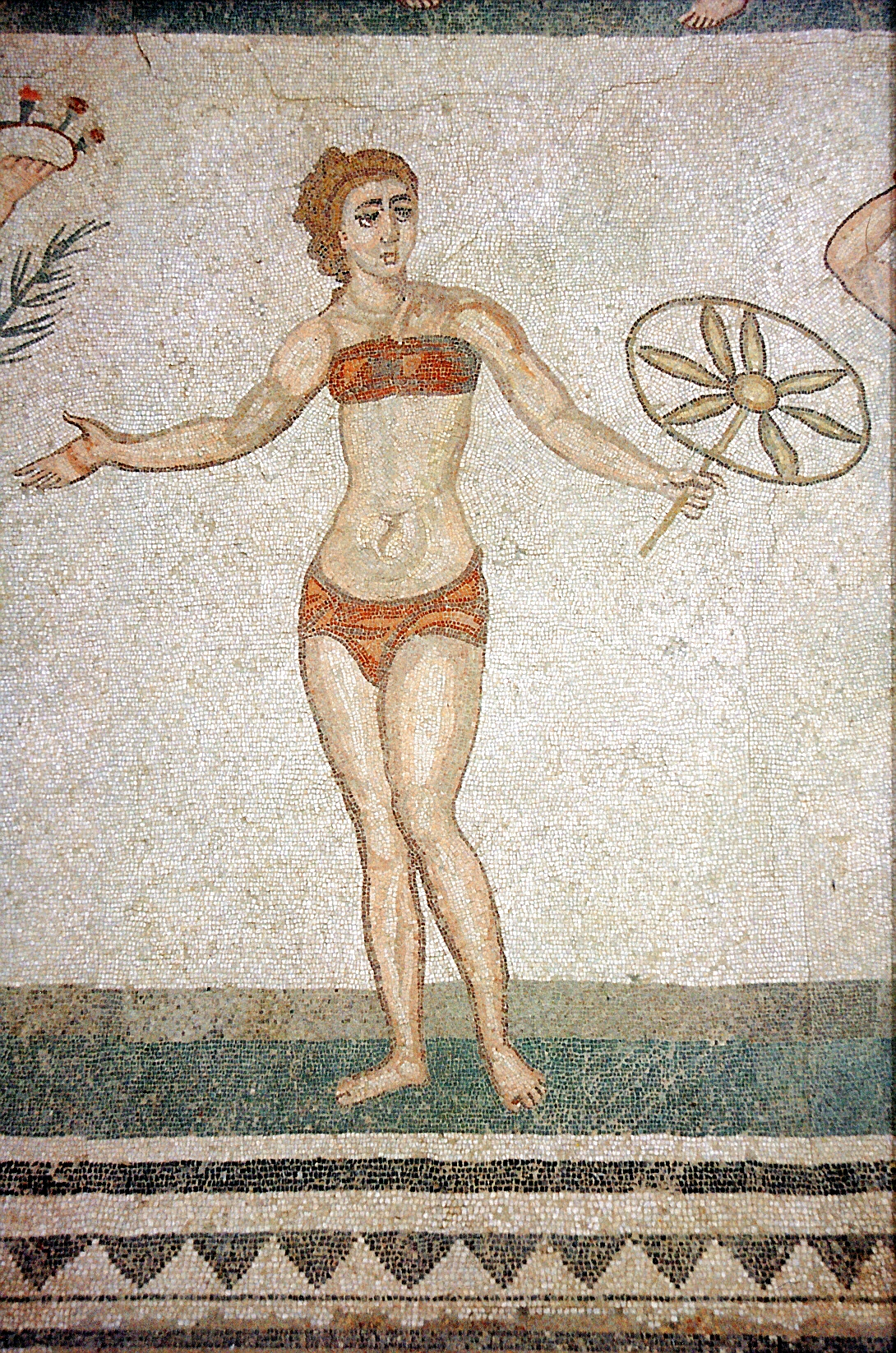
Одно из древнейших представлений бикини (верхняя часть — строфион, а нижняя — сублигакулум), Вилла дель-Касале, Сицилия

Строфио́н (от др.-греч. στρόφιον — грудная или головная повязка) — пояс из мягкой кожи, которым женщины в Древней Греции и Риме подвязывали грудь. Примитивный предшественник бюстгальтера. Строфион мог быть надетым как под одежду (лат. mamillāre, fascia mamilla, fascia pectoralis), так и поверх нижней короткой туники (лат. strophium, также употребляются более общие названия zōna и cingulum).